# Vlag van Burgos

Vlag van de provincie Burgos

De vlag van de Spaanse provincie Burgos bestaat uit een donkerpaars veld met in het midden het provinciale wapen. De vlag werd in gebruik sinds minstens 1979. Officieel goedgekeurd door de Provinciale Raad van Burgos op 8 oktober 2008. Gepubliceerd in het Staatsblad van de Provincie Burgos op 17 oktober 2008. Het wapen is een combinatie van het wapen van de stad Burgos en het kasteel van Castilië.